# Thomas Sandys (MP por Gatton)
Thomas Sandys (ou Sands ou Sandes; 1600-1658) foi um político inglês, parlamentar (MP) por Gatton.
Sandys nasceu em 1600, o filho mais velho de John Sandys de Leatherhead, Surrey. Ele foi educado na Christ Church, Oxford, matriculando-se em 1617, aos 17 anos. Ele tornou-se advogado no Middle Temple em 1625, e bencher em 1648.
No Parlamento Longo eleito em 1640, Sandys foi eleito MP por Gatton juntamente com Sir Samuel Owfield (que morreu em 1644 e foi substituído pelo seu filho William Owfield em 1645).
Embora Sandys tenha apoiado o Parlamento contra o Rei, tanto ele quanto William Owfield foram isolados do Parlamento no Expurgo do Orgulho em 1648.
Sandys não desempenhou nenhum papel na política durante a ascensão de Oliver Cromwell e morreu no final de 1658.